# 游坦之
游坦之，金庸小說《天龍八部》中的反派角色，聚賢莊游氏雙雄（游驥、游駒）的侄子、兒子，因報仇而遇上阿紫，迷戀她到了享受被虐待的程度，頭上被烙以鐵罩，賜名鐵丑。不學無術、懦弱無能，卻又心念邪劣。機緣巧合學會易筋經（新版神足經），成為內功高手。曾為勢所迫拜丁春秋為師，後來化名莊聚賢，被全冠清捧為丐幫幫主、加以利用。甘願挖出雙眼讓虛竹醫治阿紫，結局甚至跟随她跳崖殉情。值得一提他是4大男主外，唯一擁有個人視覺、單獨成篇的配角。對應八部之中的「摩呼羅伽」。

## 生平
父親為游氏雙雄之一游駒，游坦之不學無術，武不通、文不行，終日無所事事。在丐幫幫主喬峰大鬧聚賢莊時，廳角中一個少年的聲音驚叫：“爹爹，爹爹！”這是游坦之第一次出場。那天他的父親游駒被喬峰奪去圓盾，自殺身亡，於是游坦之對喬峰兩字印下深沉的怨恨。
之後喬峰改名蕭峰，並當上大遼南院大王，游坦之混在人群之中偷襲蕭峰未遂，被阿紫發現，待蕭峰放走游坦之，之後又派兵捉拿，好好折磨了一番。然而游坦之對阿紫的容貌卻十分的傾倒，游坦之再次見到阿紫時，居然情不自禁地親吻阿紫的腳背腳底，後來他被阿紫套上燒紅的鐵頭模型毁容，阿紫取了個綽號—「鐵丑」。阿紫為了練「化功大法」，命游坦之搜尋毒蟲咬自己，完全不理會游坦之死活，愚蠢的游坦之竟然真的照做，身中劇毒快死之際，修練先前撿到蕭峰掉落的「易筋經」（新修版則練經上另載的「神足經」）才得以存活且內力大增，後來又被「冰蠶」給咬到，遂練就了「冰蠶寒毒」，武功大進晉升為一流高手之列。
在阿紫被丁春秋毒瞎眼睛後，游坦之救走了她，為了讓瞎眼的阿紫願意跟自己在一起，隱藏身分化名為莊聚賢，日夜守候服侍，由於丐幫大智分舵舵主全冠清的陰謀下，游坦之在丐幫君山大會中連殺十一名丐幫高手，成為丐幫新幫主，後來因全冠清勸誘和愛慕虛榮的阿紫慫恿下，決定與少林派爭奪中原武林盟主之位。
來到少室山上，和丁春秋互相使「腐屍毒」互擊，阿紫遭丁春秋俘虜時，游坦之居然不顧一切當着羣雄眼前跪下拜丁春秋為師（之前已拜了一次），因為人格低賤遭受質疑，加上不會「降龍十八掌」與「打狗棒法」，武林人士多半不服，奉丁春秋之命要殺死少林派掌門人玄慈方丈，玄慈展開少林七十二絕技之「大金刚掌」起手式「礼敬如来」，游坦之前後左右掌迅捷之极劈出「冰蠶毒掌」，两人拳掌之力在半爆炸，互相抵消，玄慈身侧的束带却为游坦之掌力震断，星宿派眾聲稱「星宿神功，天下第一，戰無不勝，功無不克。降龍臭掌，狗屁不值！」。
這時大遼南院大王蕭峰正好上山，聽到這句話說道：“誰說星宿派武功勝得了丐幫的降龍十八掌？”游坦之為報父仇，與姑蘇慕容氏慕容復聯手決戰蕭峰，慕容復被引開後，游坦之和蕭峰单打独斗，他的「冰蚕毒掌」和蕭峰的「降龍十八掌」硬拚数掌時，蕭峰都不禁寒气袭体，但游坦之卻仍處下風之勢，蕭峰乘游坦之举掌全力相迎之际，倏地横扫一腿，游坦之两支小腿胫骨同时折断便即摔倒。後來偷跟蹤蕭峰、阿紫等人同行下山，去西夏路途中，游坦之突然發難，要脅用王語嫣等人之性命換取阿紫，段譽只好讓游坦之帶走阿紫。
後來他帶阿紫到靈鷲宮請求虛竹替阿紫治眼，游坦之希望挖出自己的雙眼治療阿紫，若虛竹不從便當場自殺死給虛竹看，敦厚慈悲的虛竹只好無奈依從。阿紫得知自己欠游坦之此天大恩情後極不情願，而蕭峰希望阿紫以陪伴游坦之來報恩更讓阿紫非常抗拒。
在蕭峰自盡後，阿紫挖出雙眼擲還給游坦之並抱著蕭峰的屍體墜崖而死，隨後游坦之也跟隨阿紫墜崖而結束其一生。

## 武功
腐屍毒
以屍毒發動攻擊，觸者旋即全身腐爛而死。
冰蚕神掌
吸取雪山千年冰蚕毒性才能练成的獨特武學，游坦之体内的「冰蚕寒毒」可藉由「神足經」内力打出，傷身的寒毒搖身一變為殺人奪命之利器。
能將冰寒蝕骨的凍氣打入對方體內，中招者經脈急凍轉瞬冰封，連內力渾厚的蕭峰都難以忍受此刺骨寒勁。

## 相關
金庸另一部武侠小说《笑傲江湖》中的人物林平之的经历与之类似，连名字都相对应（“平之”对“坦之”），二人的遭遇又绝非平坦，可以认为金庸对该类悲剧人物有独到的认知。

## 影視形象

### 劇集
- 甘國衛：香港無綫電視《天龍八部》（1982年）
- 林智洋：台灣中視《天龍八部》（1990年）
- 麥長青：香港無線電視《天龍八部》（1997年）
- 馬渝柯：江蘇省廣播電視總台、九洲音像出版公司聯合出品《天龍八部》（2003年）
- 劉潮：中國華策影視、東陽大千影視聯合出品《天龍八部》（2013年）
- 杜厚佳：中國新麗傳媒《新天龍八部》（2021年）

| 前任： 第九代幫主 喬峰（蕭峰） | 丐幫 第十代幫主 | 繼任： 不詳 |